# Sbarro (automobile)
Pour les articles homonymes, voir Sbarro.
Sbarro est un constructeur automobile de prototype et de concept-car, et designer suisse, de voiture de sport et de moto, fondé par le designer italien Franco Sbarro en 1971, ainsi qu'une école de design École Espera Sbarro depuis 1992.

## Historique

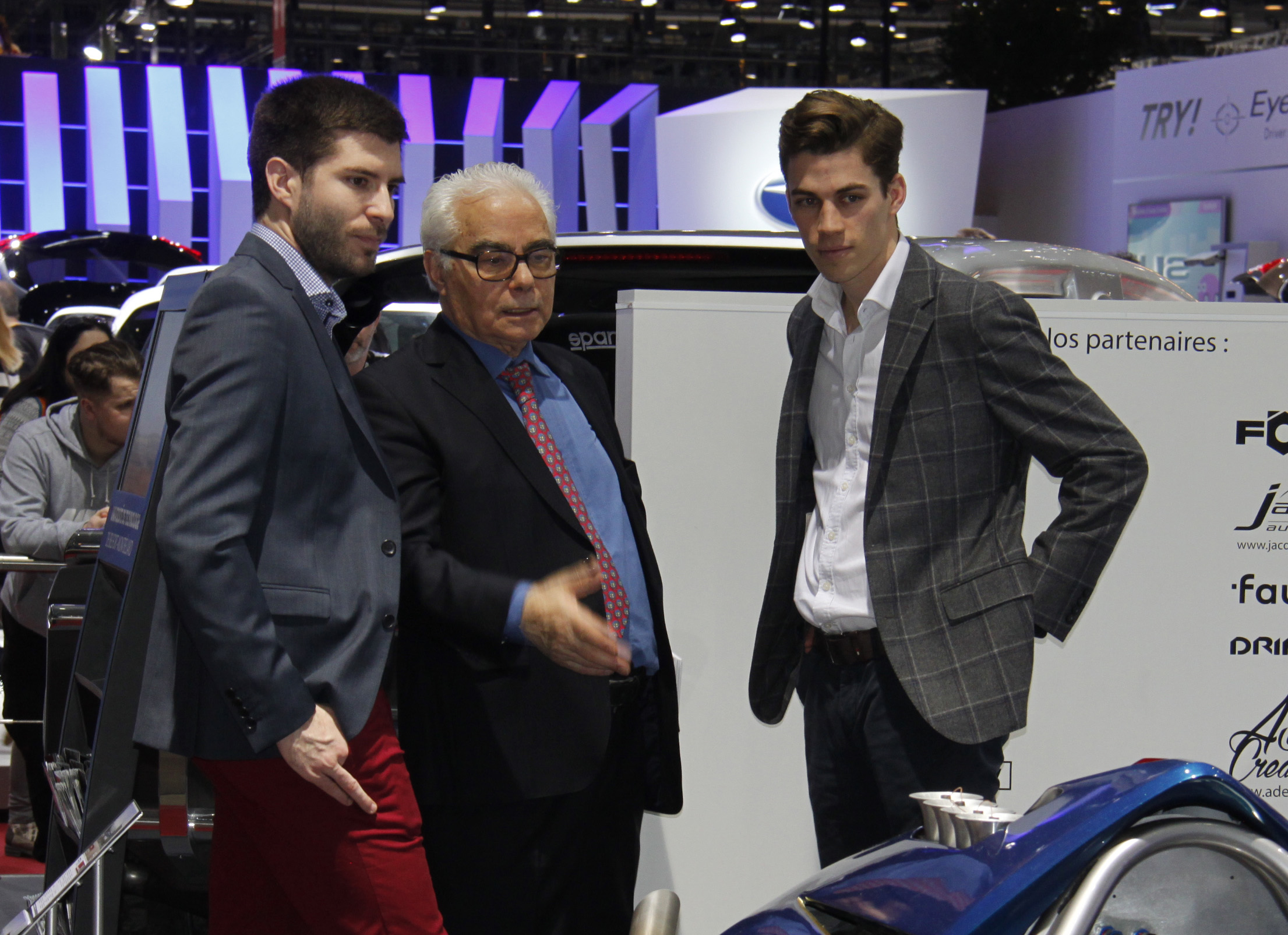
Franco Sbarro au Salon international de l'automobile de Genève 2018

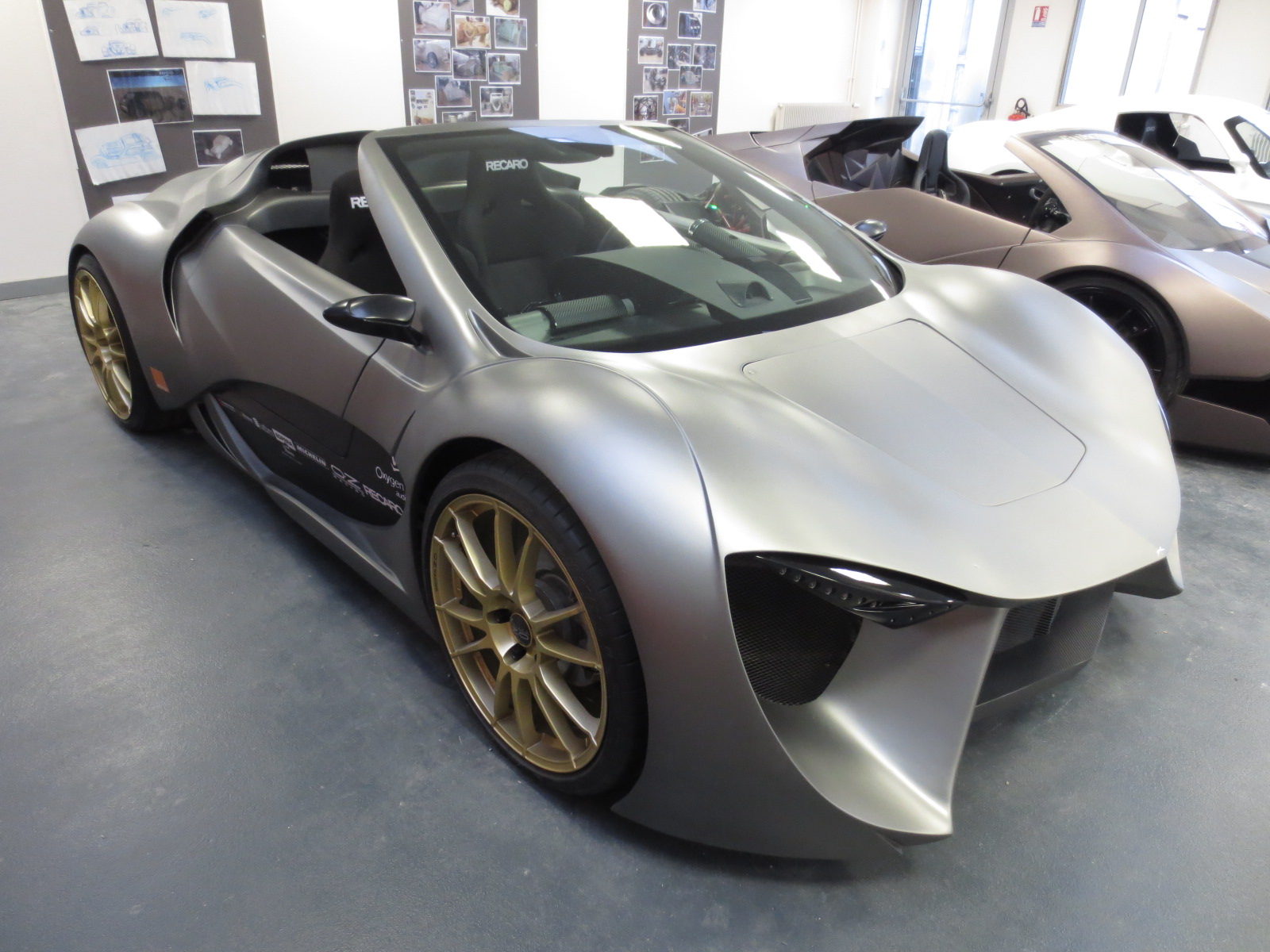
Sbarro Speed'R

À la suite d'une rencontre avec Georges Filipinetti, Franco Sbarro (né le 27 février 1939 à Presicce en Italie) intègre la scuderia Filipinetti en Suisse en tant que chef mécanicien chargé du développement et de l'entretien des voitures de course de l'écurie, ainsi que de la restauration de véhicules tels que AC Cobra, Ferrari 330P3, et Ford GT40. Il construit le coupé Filipinetti, sa première création, à partir des plans d'une Volkswagen Karmann Ghia à moteur 1,6 L. 
En 1968, il quitte la scuderia Filipinetti et fonde l'ACA (Atelier de Construction Automobile) dans une ancienne usine de cigarettes de Grandson du canton de Vaud, où il crée son premier prototype, l'« ACA Sbarro Dominique III », une petite sportive munie d'un énorme aileron arrière inspirée des Ford GT40. Il se spécialise dans la reconversion en versions routières de Ford GT40 de compétition, et dans la fabrication en petite série de répliques qui lui apporte la notoriété dans le milieu automobile, avec entre autres des BMW 328, Mercedes-Benz 500K, Lola T70 (motorisées par des V8 Ford ou Chevrolet ou des V12 Ferrari), Ferrari P4, ou même Bugatti Royale… ainsi que des créations de nombreux prototype et concept-car commercialisés en petites séries, régulièrement exposés entre autres aux salon international de l'automobile de Genève et mondial de l'automobile de Paris…
À partir de 1992, il fonde plusieurs écoles Espace Sbarro aux Tuileries de Grandson, non loin de son atelier de Grandson (écoles de designer), à Casablanca au Maroc, puis à Pontarlier en Bourgogne-Franche-Comté (déménagée à Étupes, puis à Montbéliard dans les locaux du lycée Jules Viette, voisin de l'Usine PSA de Sochaux historique du Groupe PSA, et de l'Université de technologie de Belfort-Montbéliard (UTBM))…

## Quelques créations de la marque

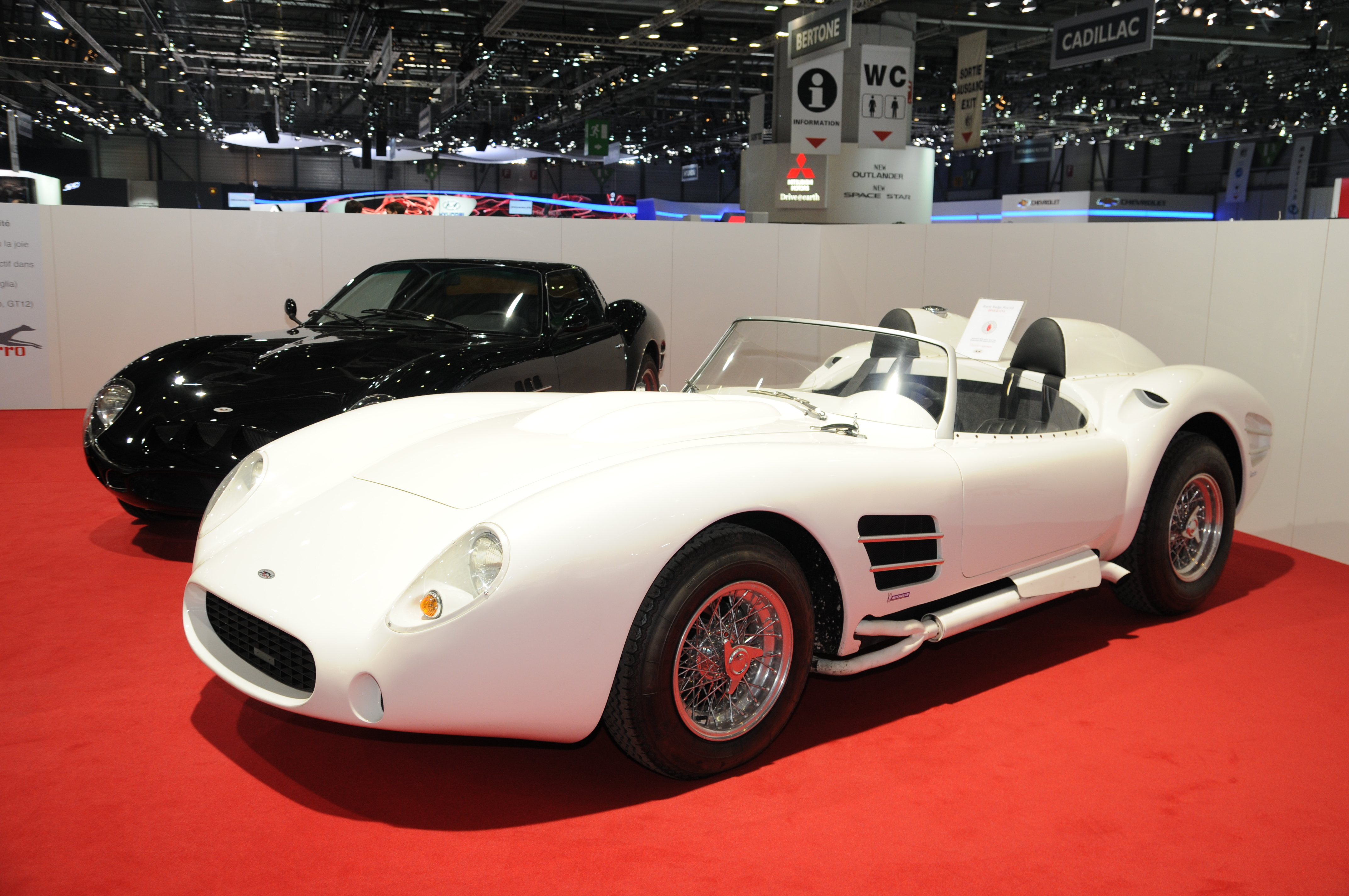
Sbarro Mille Miglia
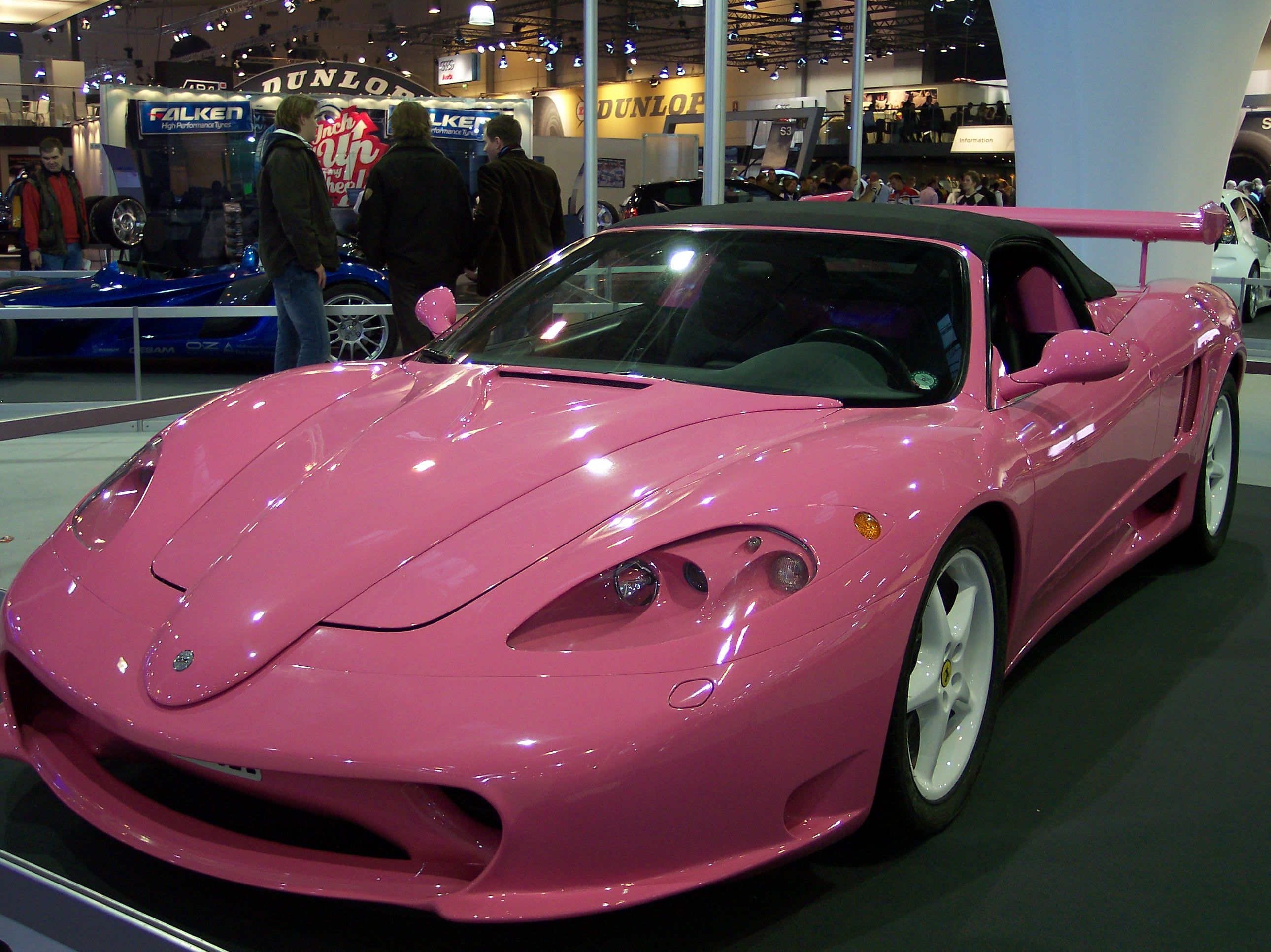
Sbarro GT8
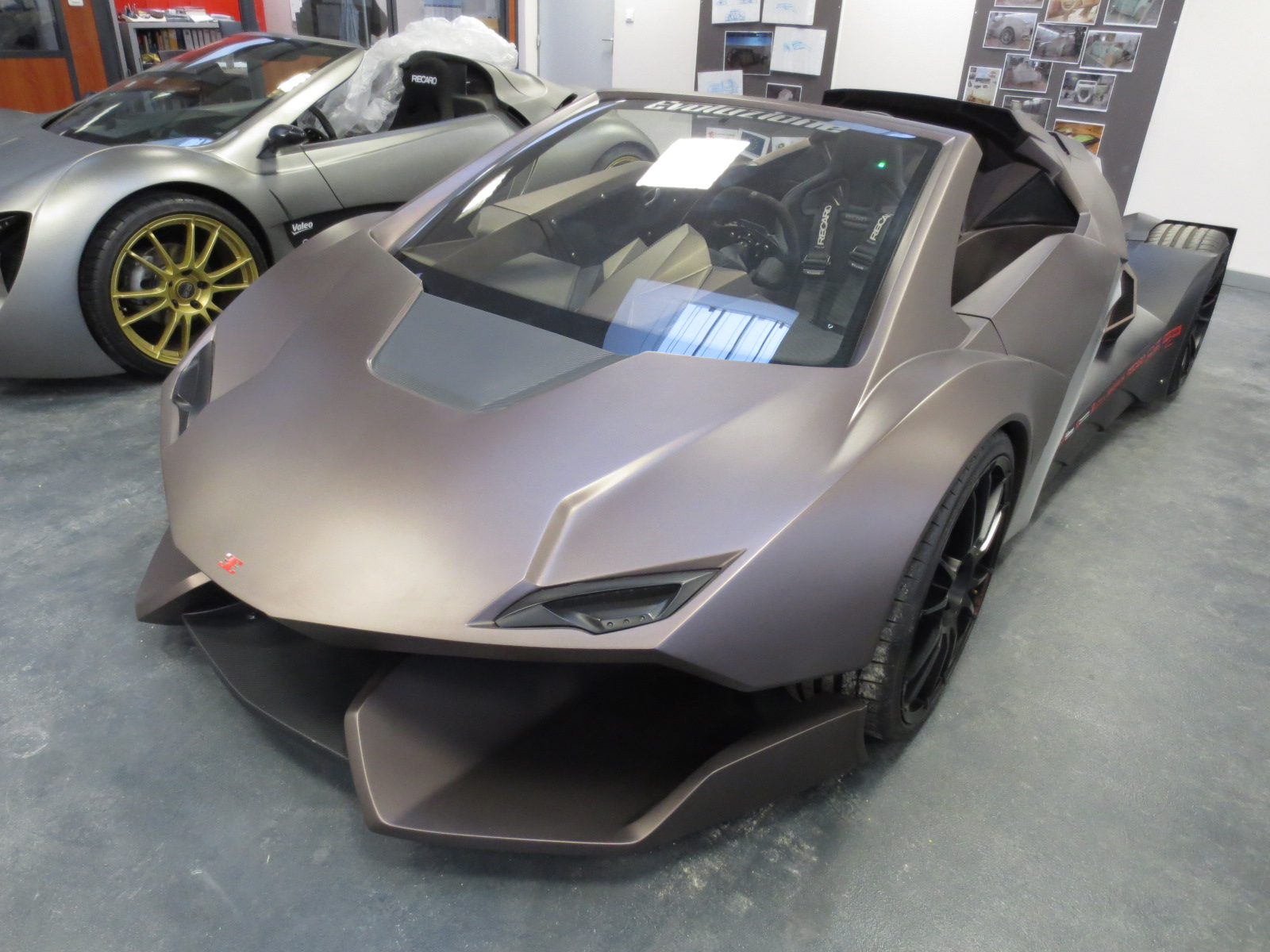
Sbarro Evoluzione
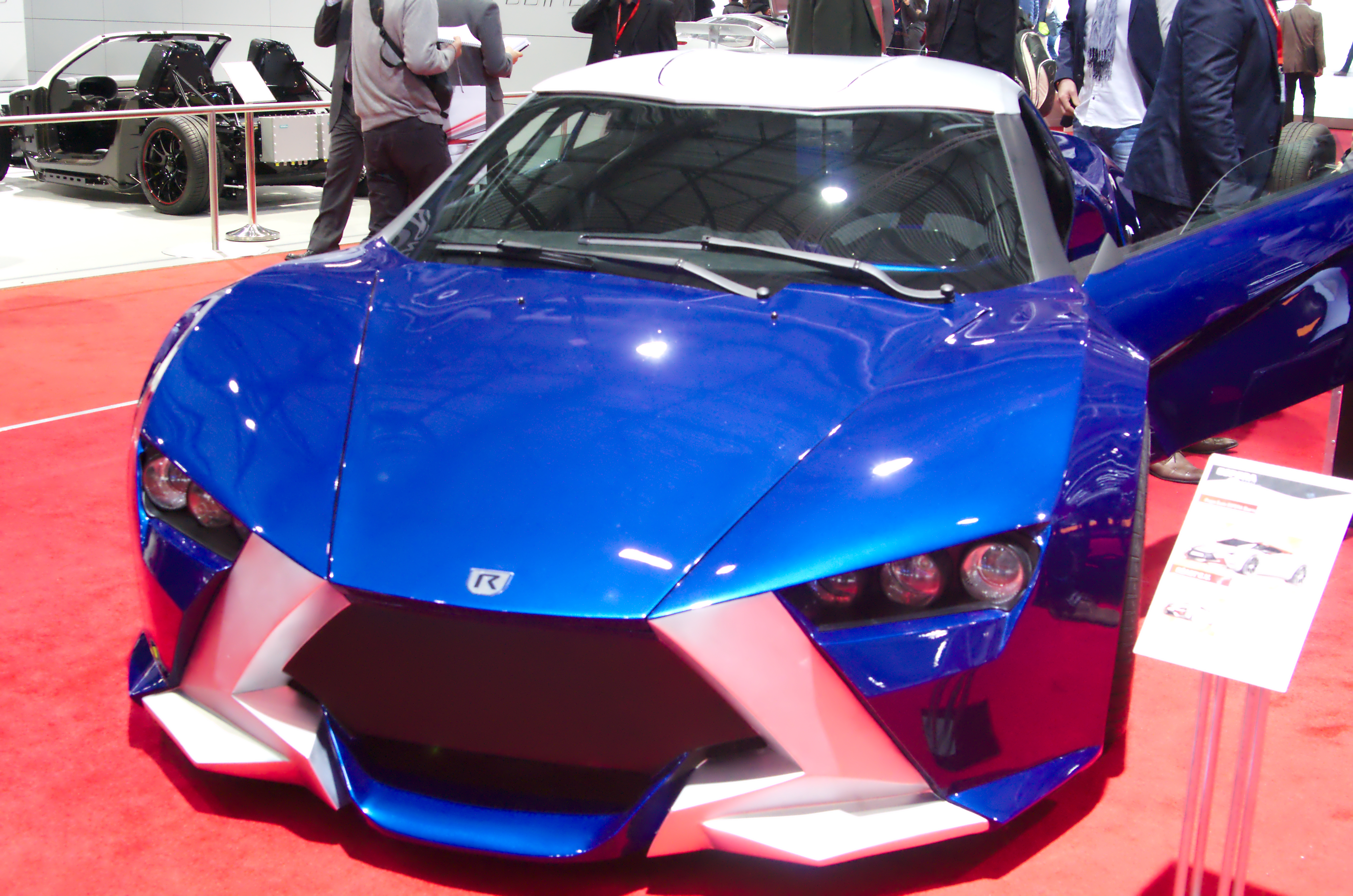
Sbarro React’ev
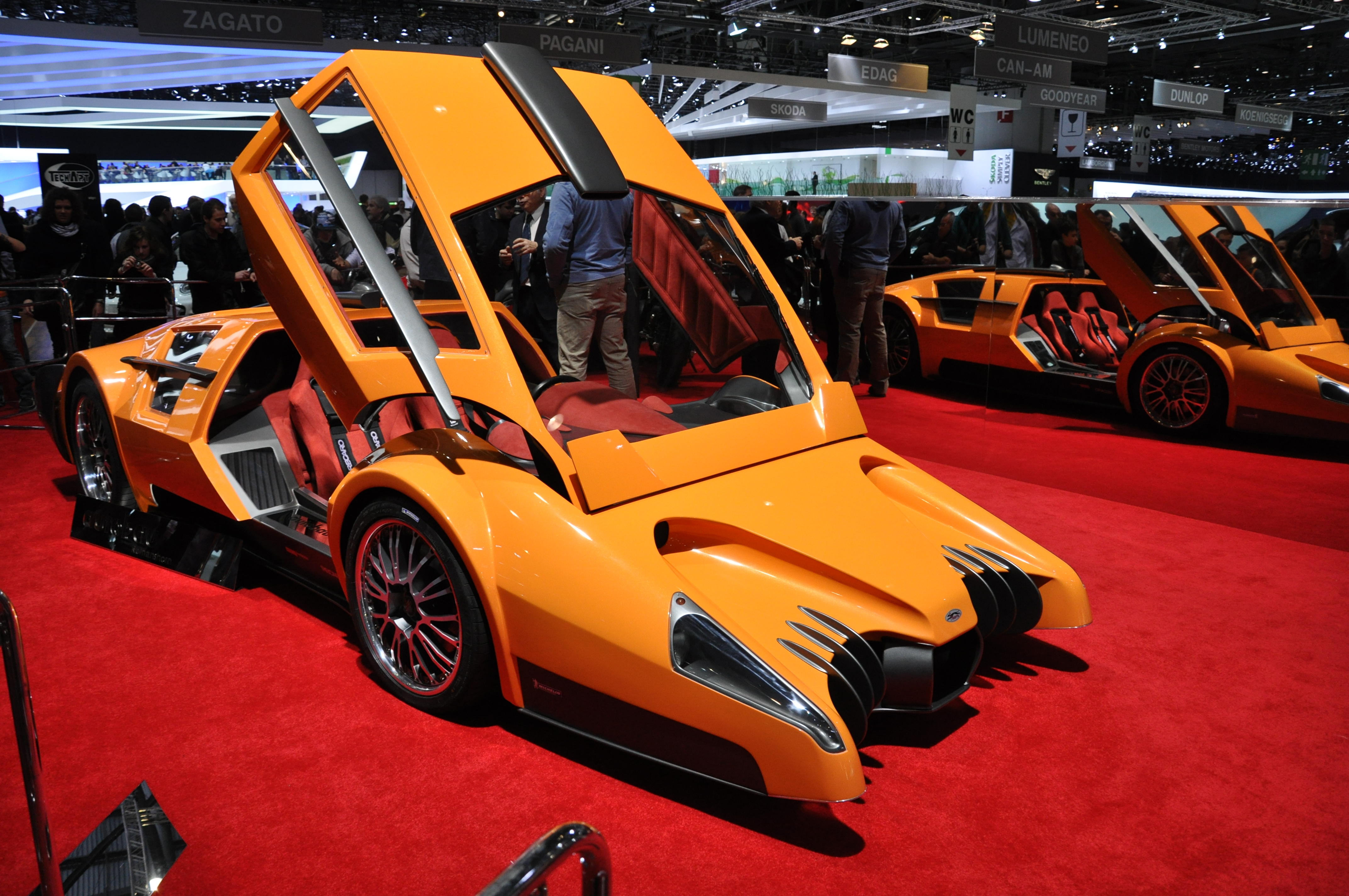
Sbarro Coupé Autobau
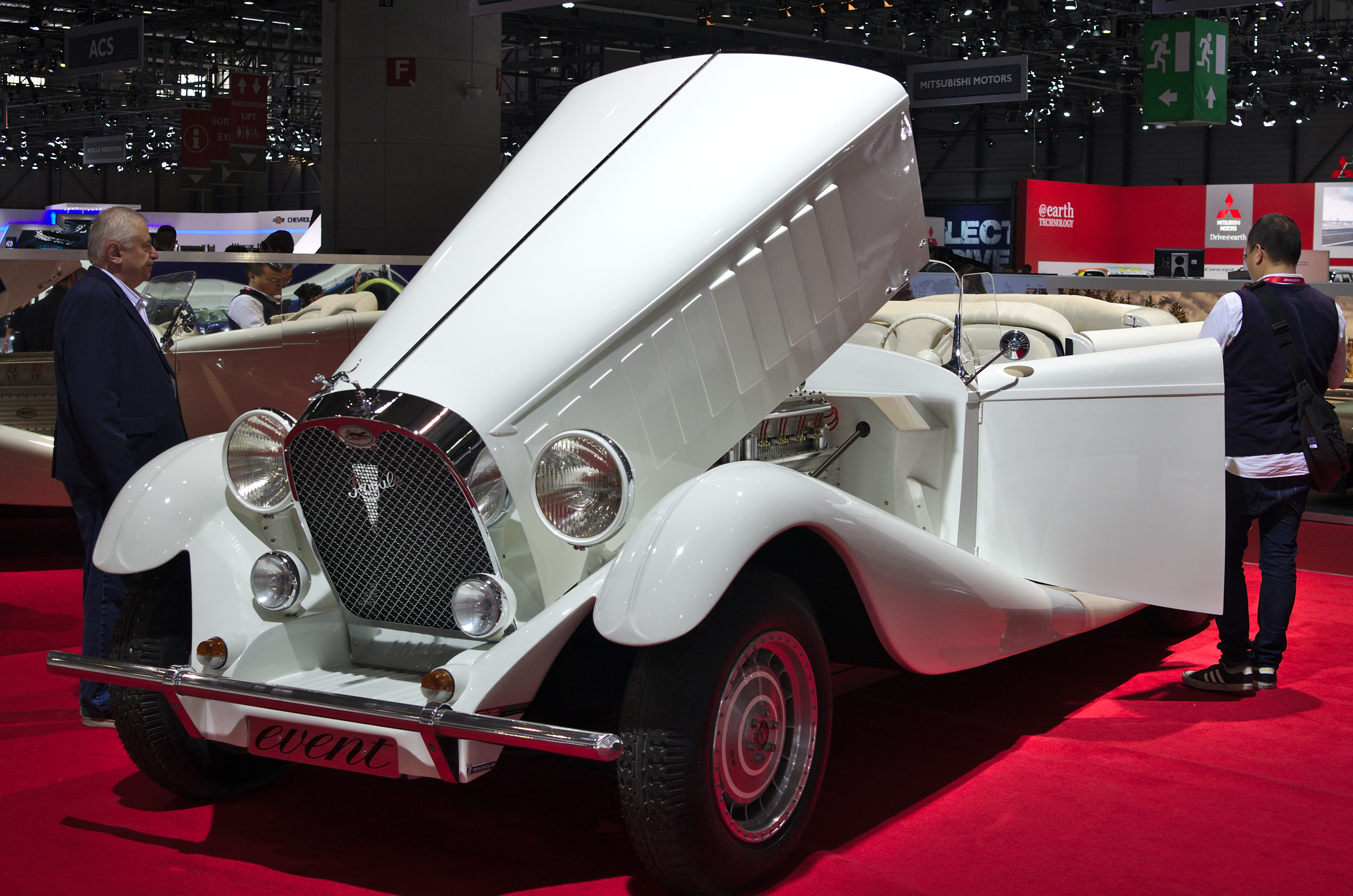
Sbarro Bugatti Royale
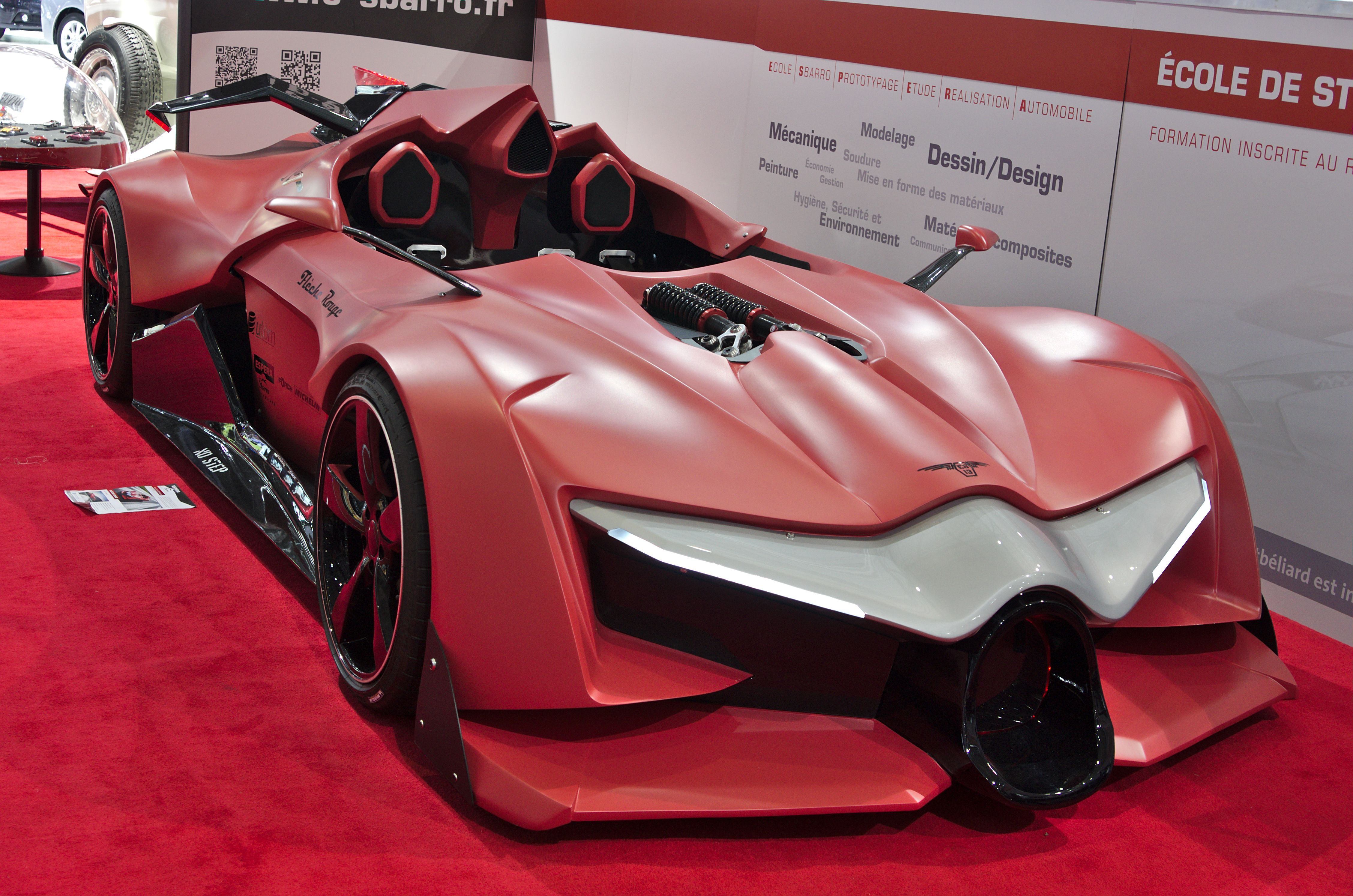
e-sbarro Flèche Rouge
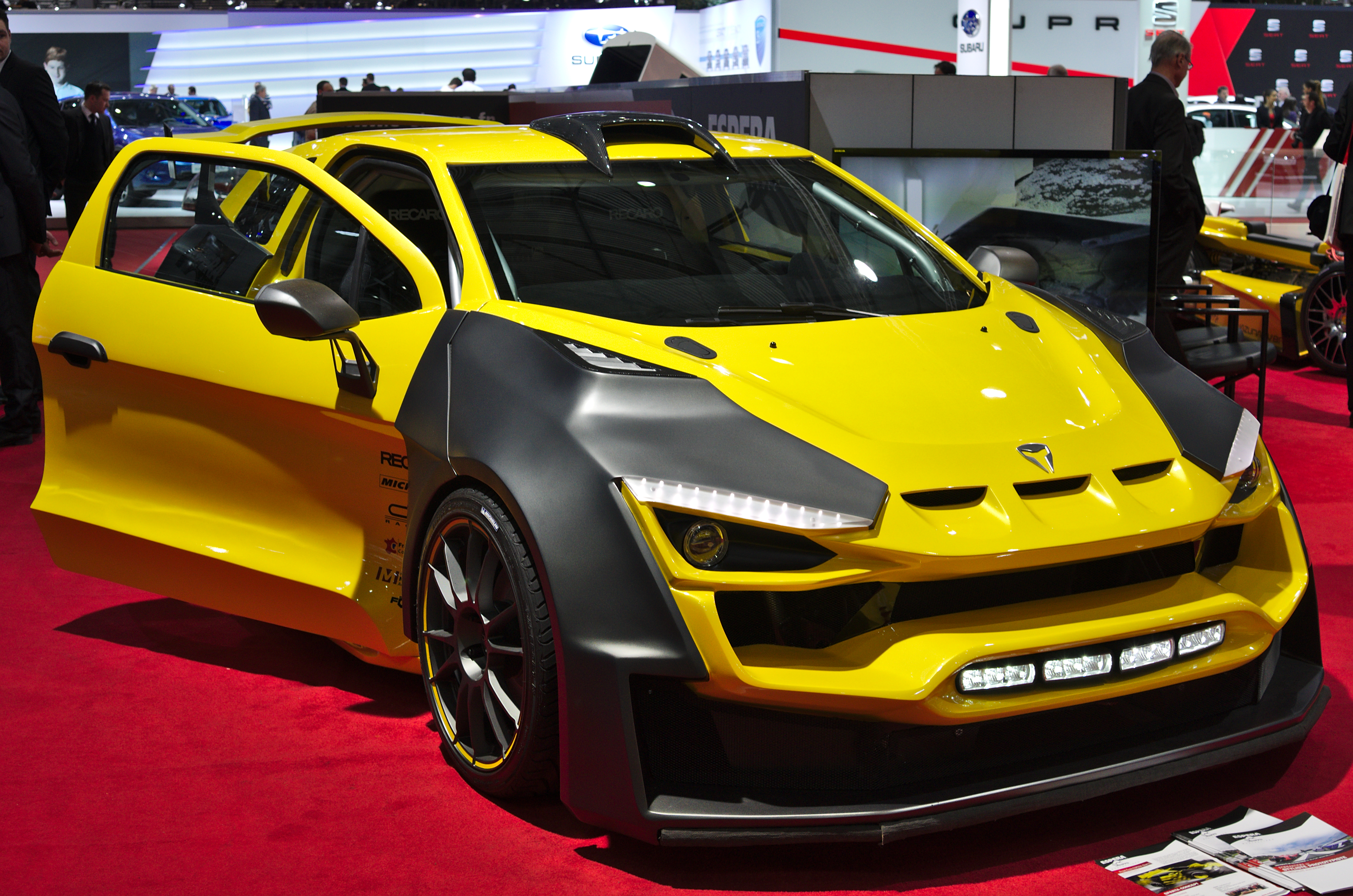
e-sbarro Sparta
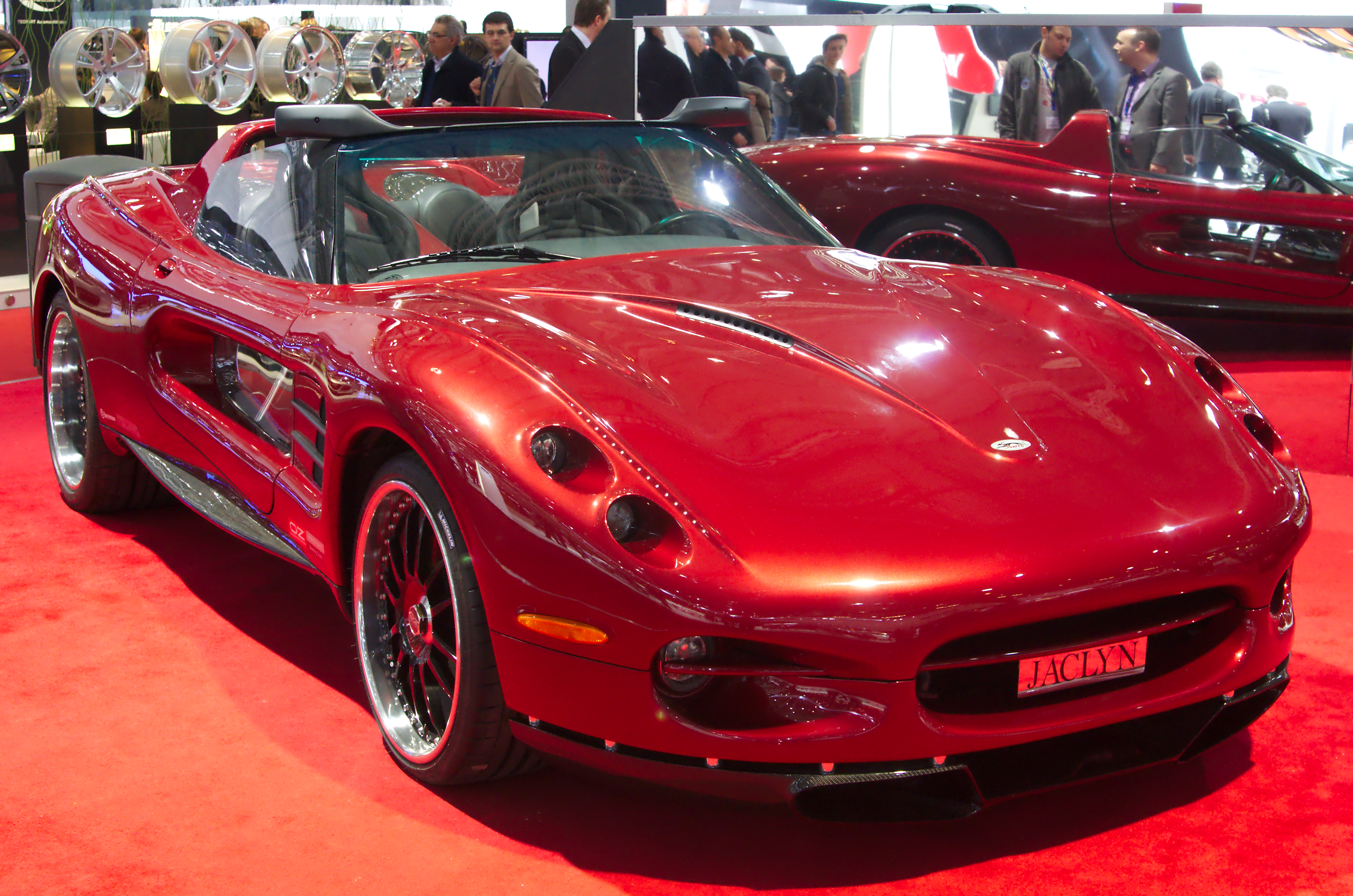
Sbarro Jaclyn
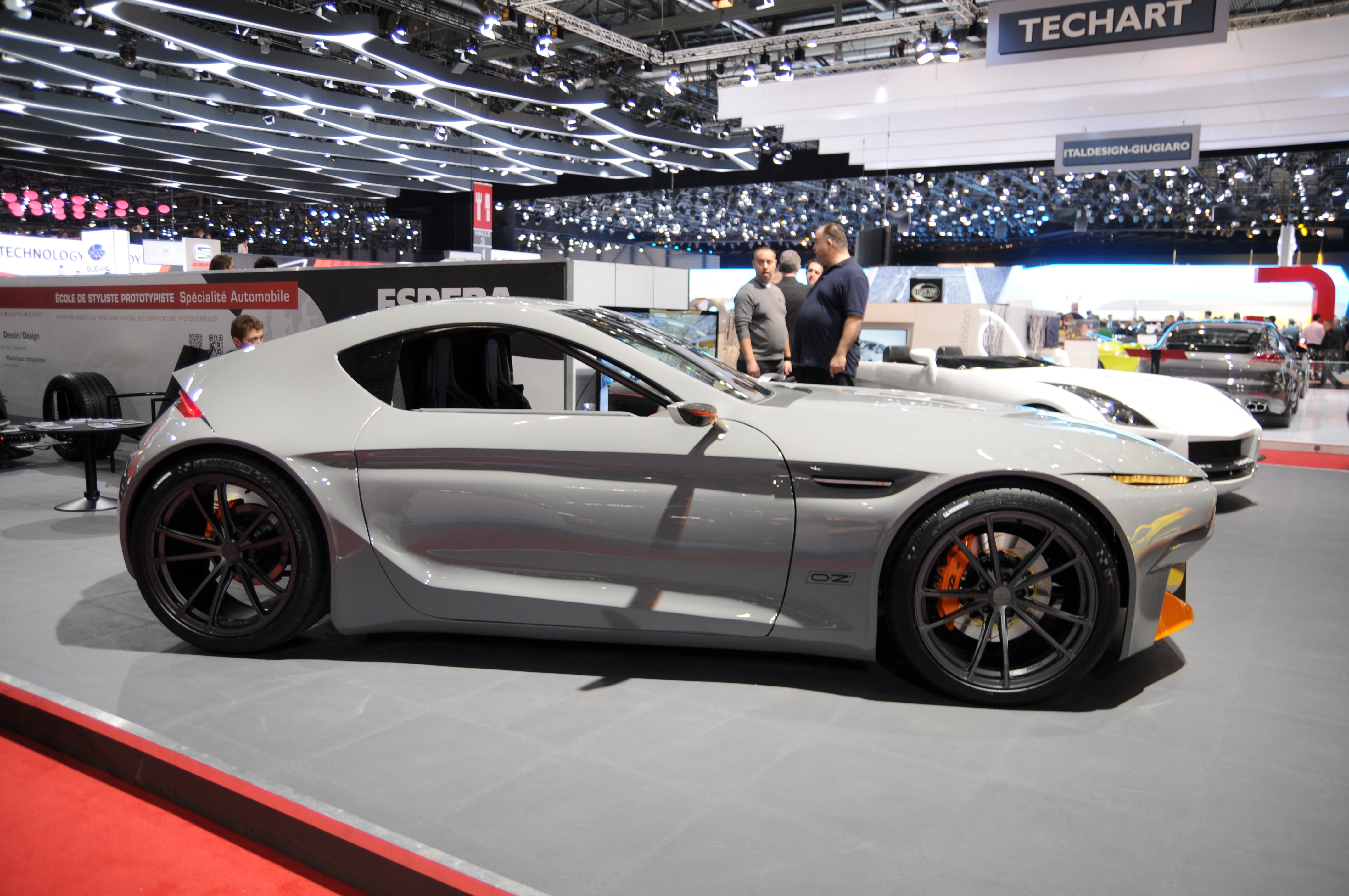
Sbarro Aria
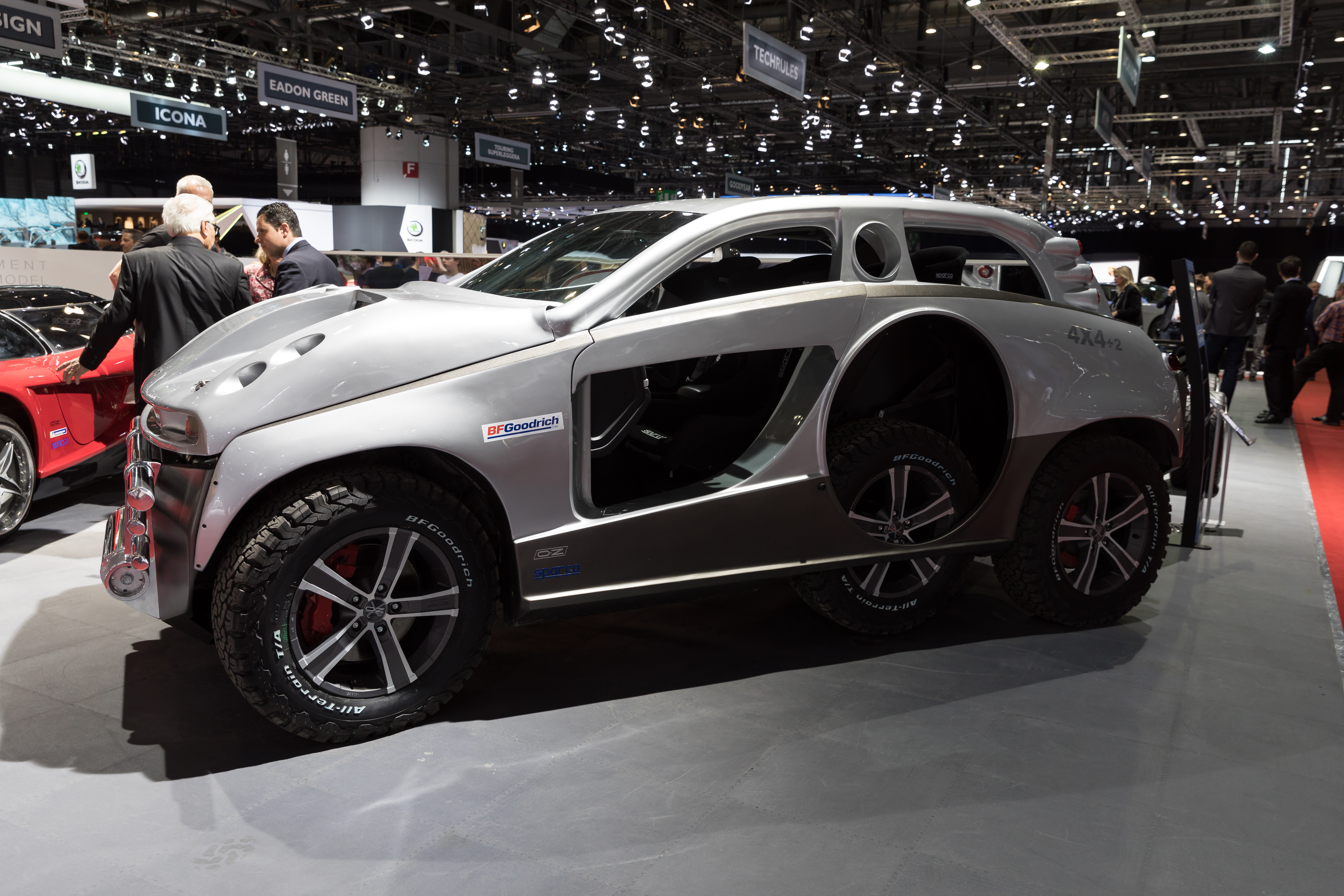
Sbarro 4x4+2 Concept
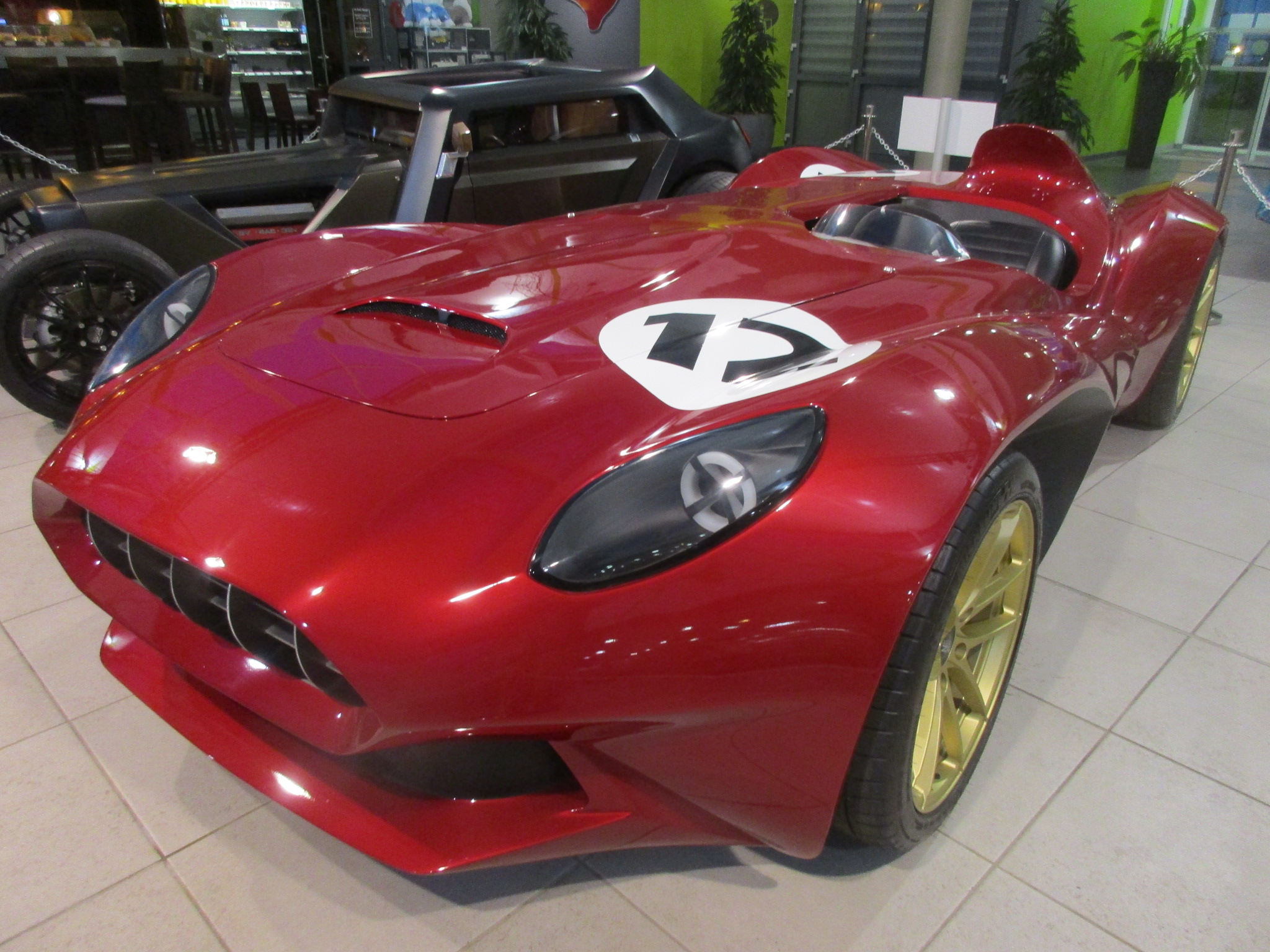
Sbarro Miglia
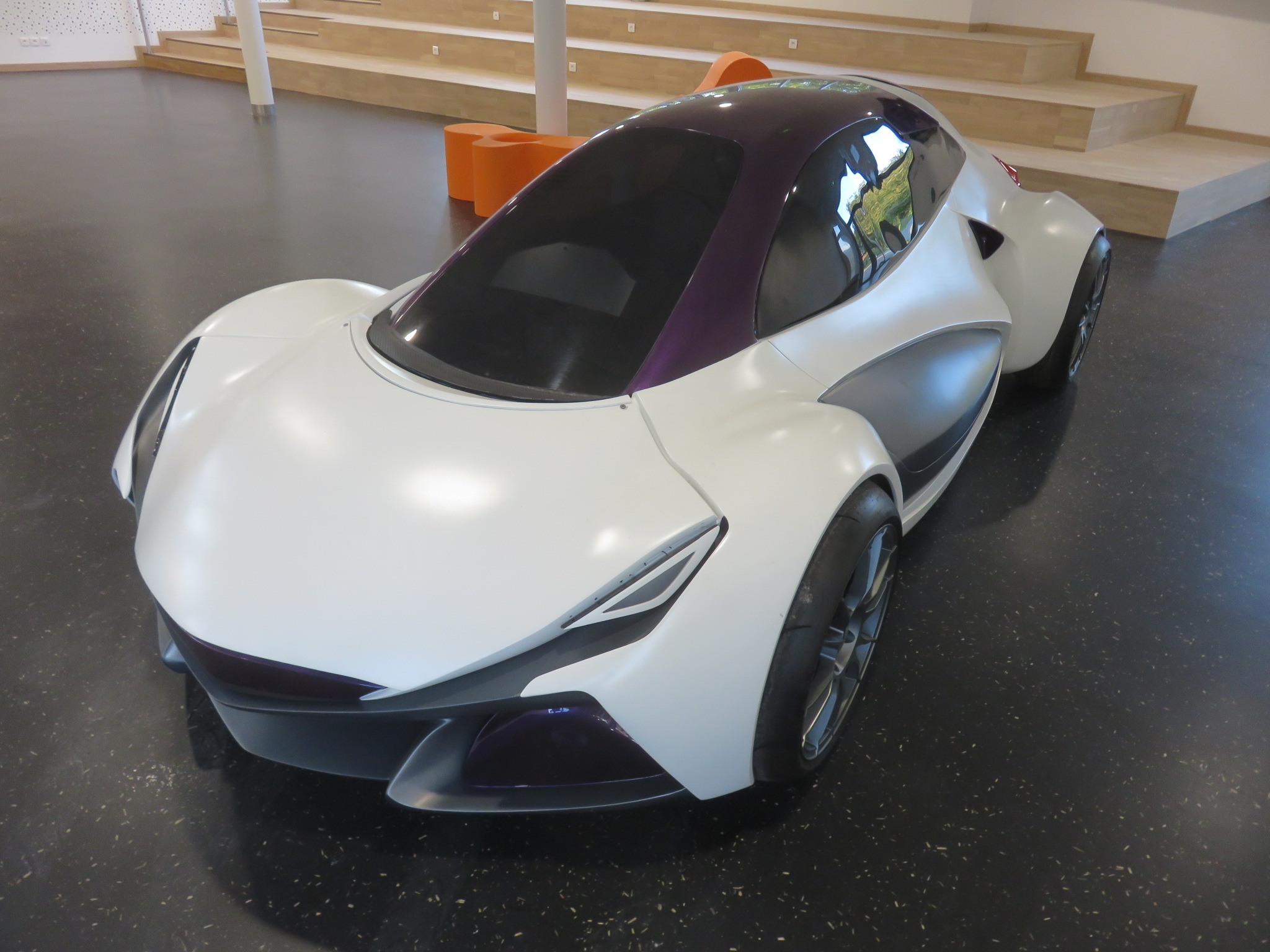
Sbarro Intencity
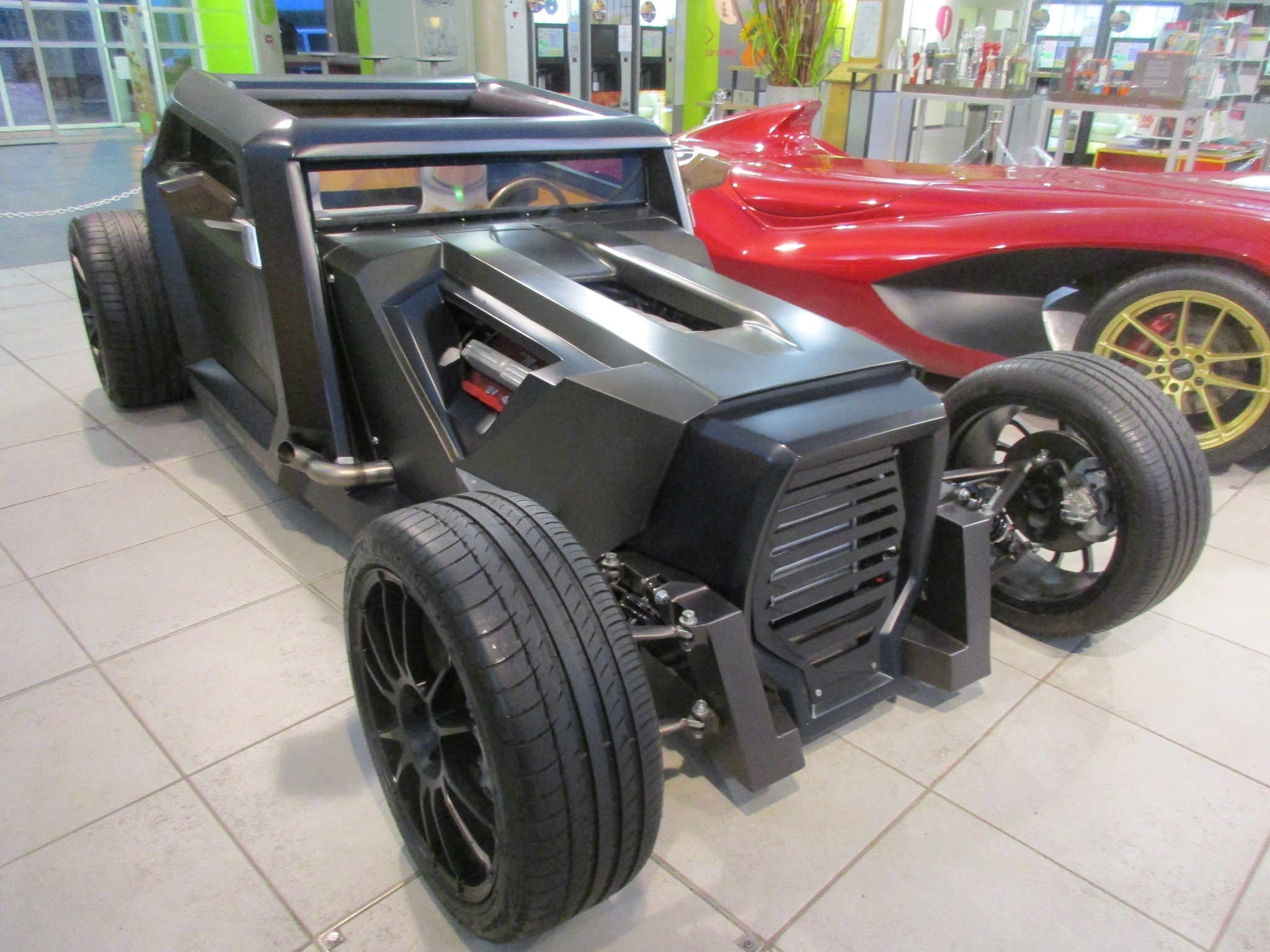
Sbarro Eight Hot rod Maserati
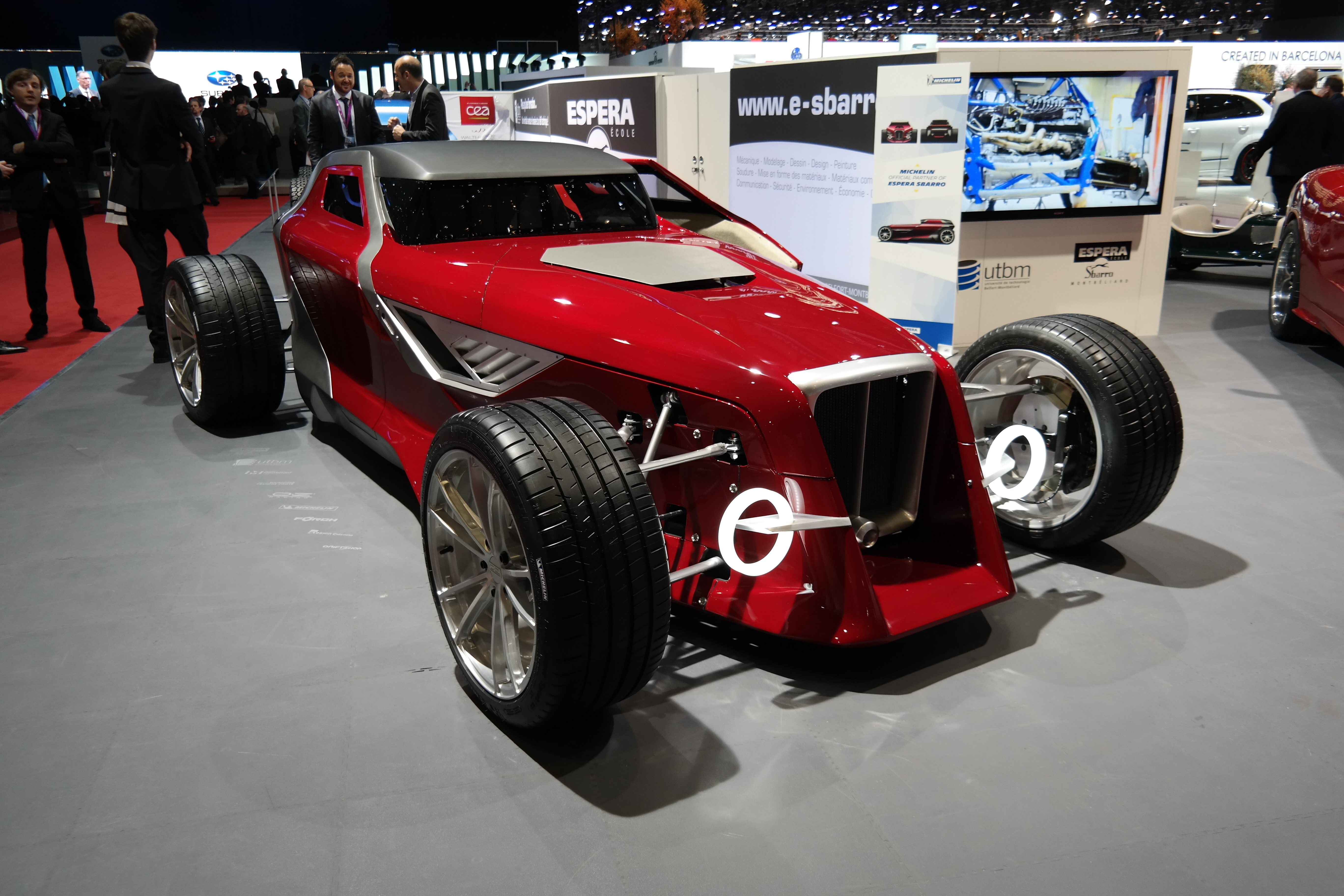
Sbarro Mojave

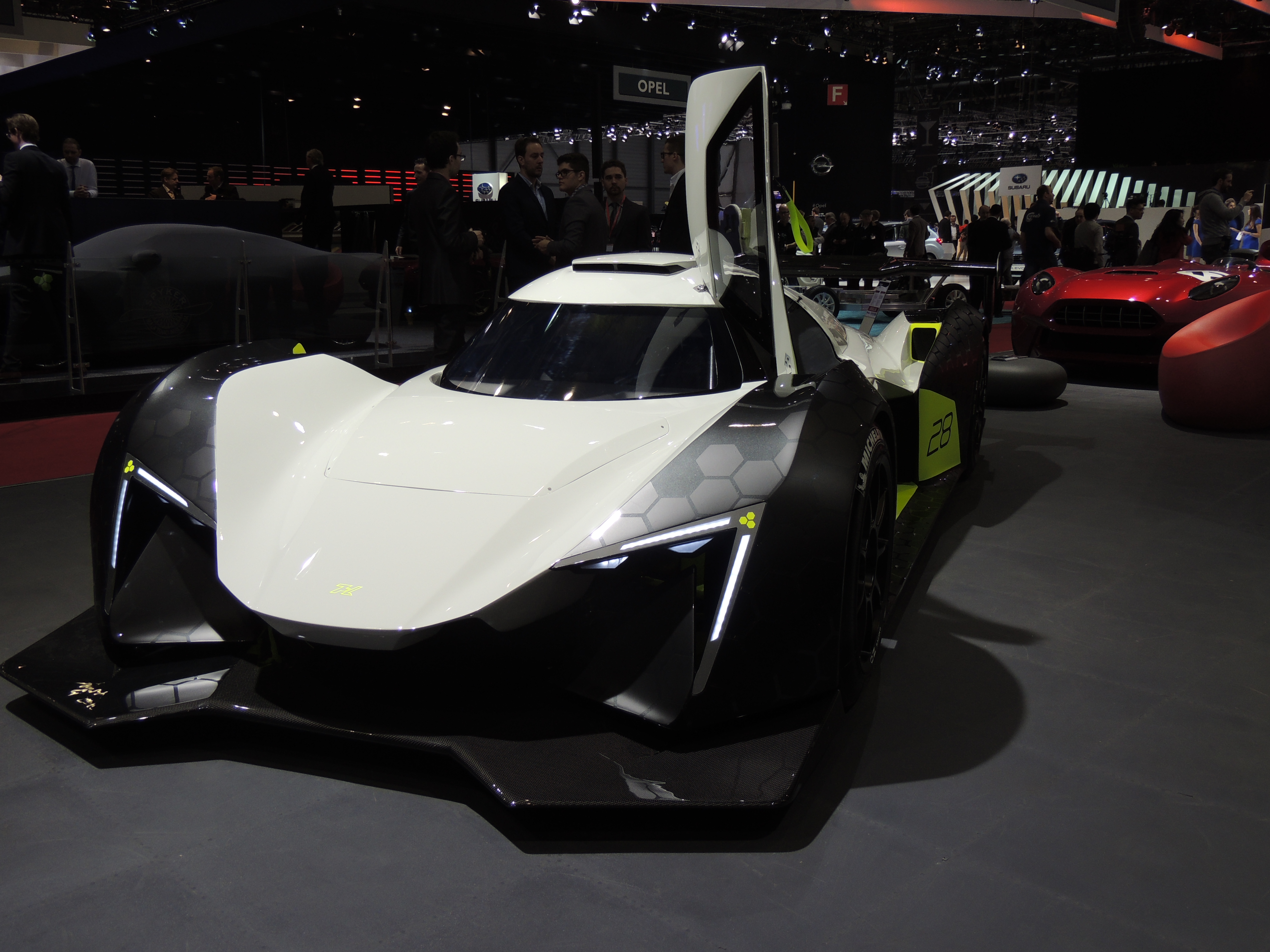
Sbarro Haze
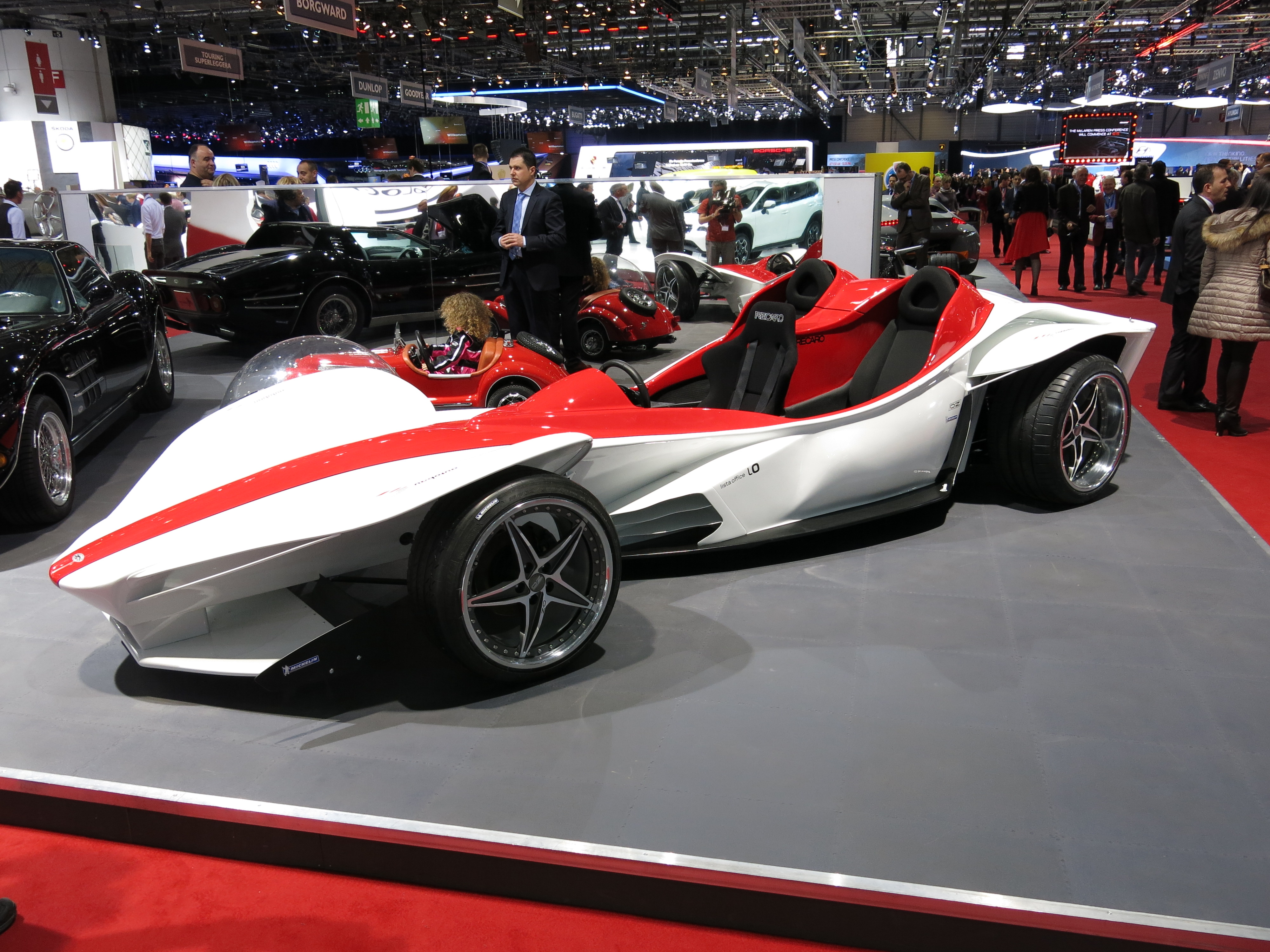
Sbarro Triple
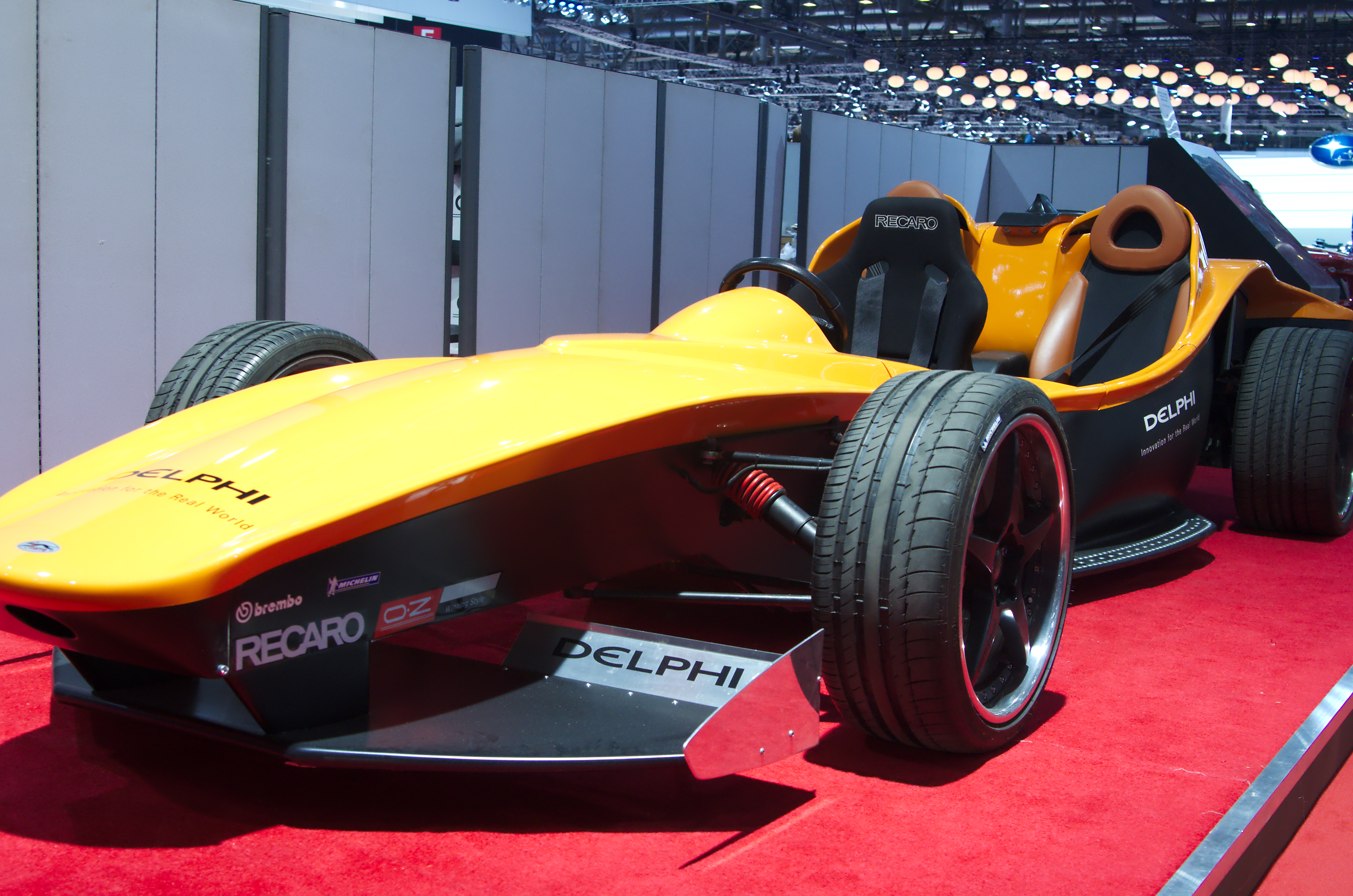
Sbarro Delphi
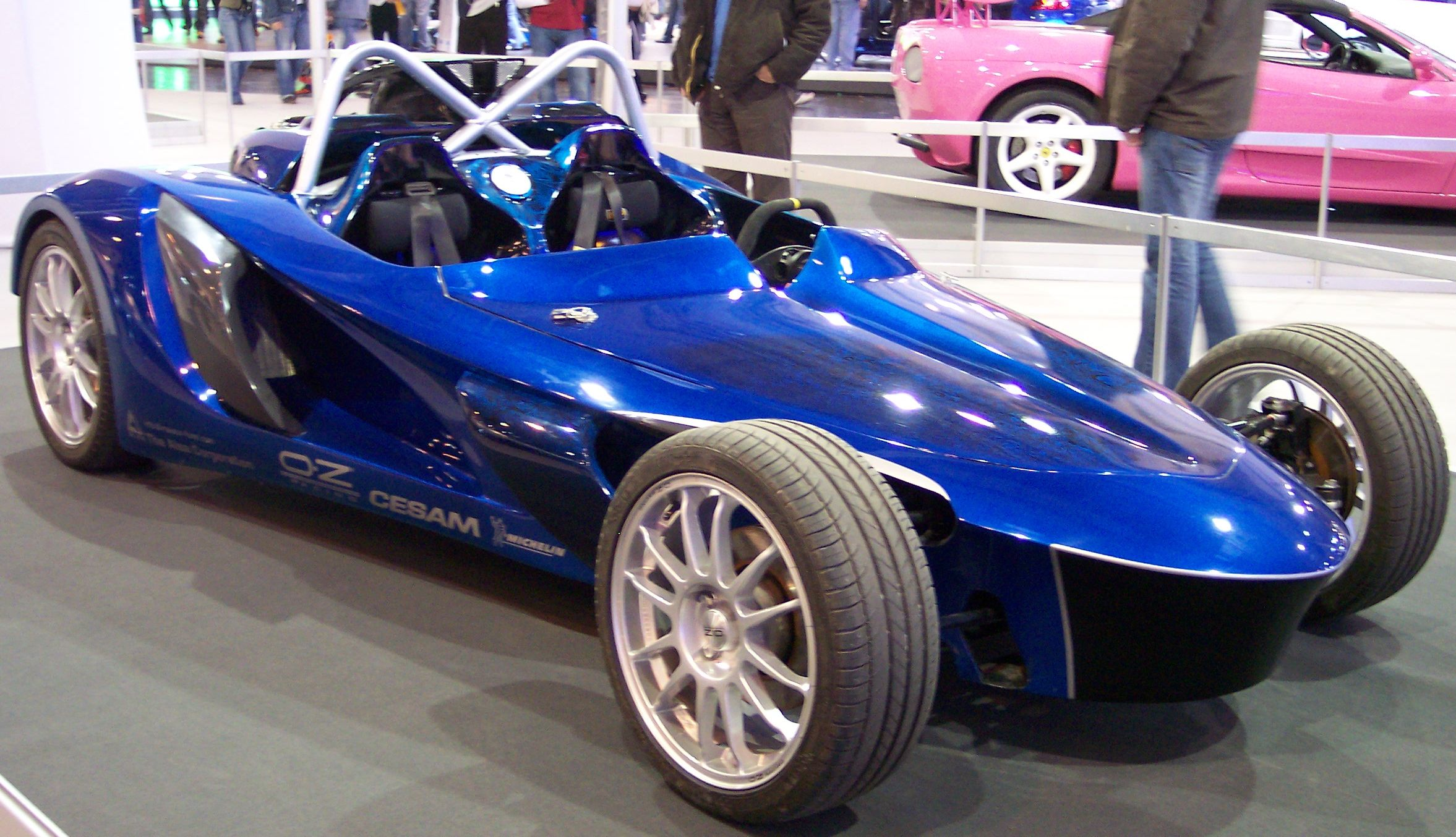
Sbarro Espera ESP9
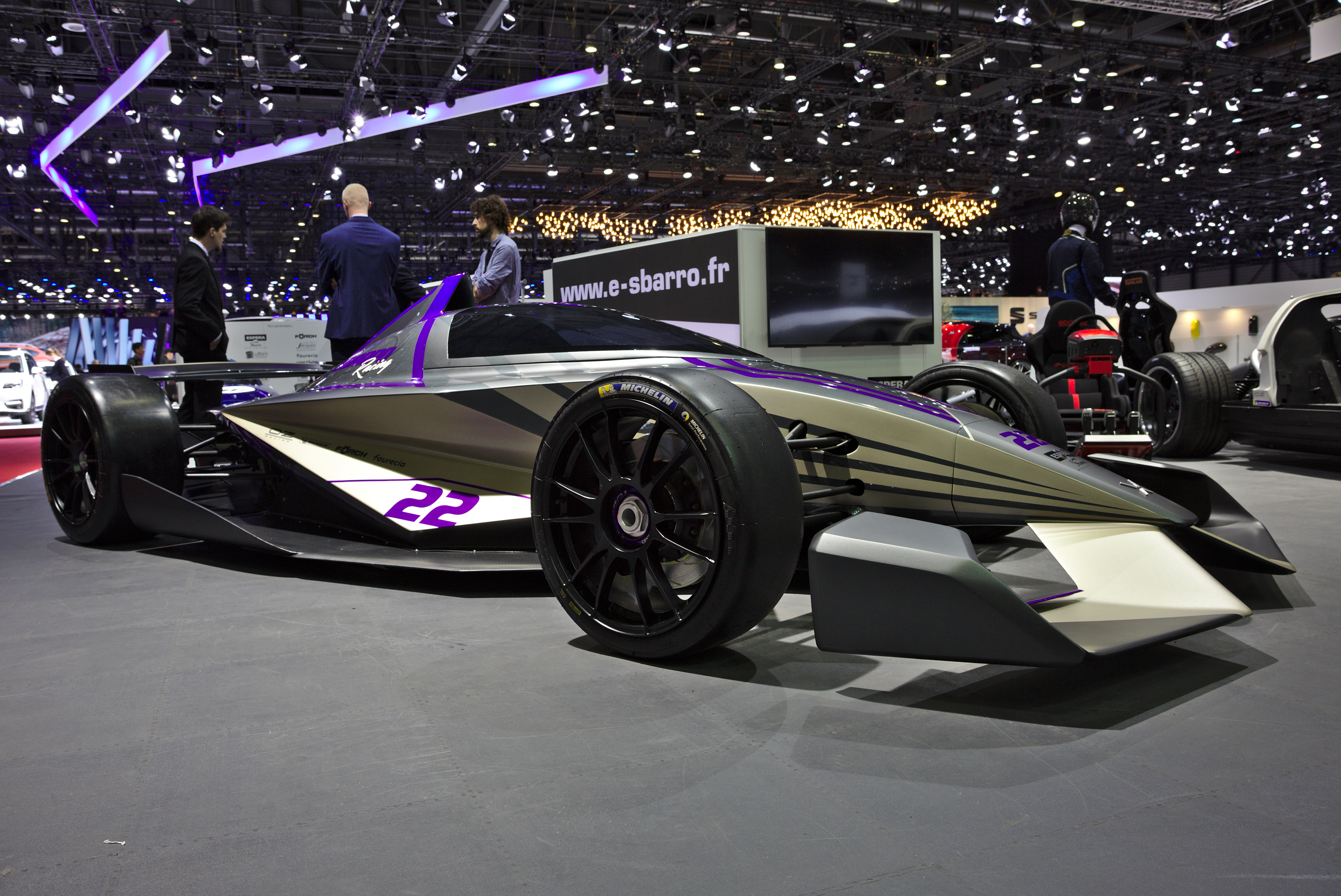
Sbarro DILEMME